# Феникс (футбольный клуб, Монтевидео)
«Фе́никс» (исп. Centro Atlético Fénix) — уругвайский футбольный клуб из города Монтевидео. В настоящий момент выступает в Первом дивизионе чемпионата Уругвая.
«Феникс» с семью титулами является рекордсменом Второго дивизиона Уругвая по количеству побед в турнире. Клуб дважды выигрывал Лигилью Уругвая, завоёвывая путёвку в Кубок Либертадорес на следующие сезоны.

## История
В 1909 году в окрестностях района Монтевидео Капурро впервые появилась любительская команда, носившая название «Гуарани». Этот клуб прекратил существование в 1913 году. Спустя три года на его месте зародился новый клуб. «Феникс» был основан 7 июля 1916 года группой молодых людей. Название получил в честь мифической птицы Феникс, восстающей из пепла — символ неувядания и бессмертия. Клубные цвета — фиолетовый символизирует вечность, белый — чистоту.
В 1917 году «Феникс» заявился в дивизион Экстра, в 1918 году «Феникс» стал победителем дивизиона Интермедия (на тот момент 4-й по уровню дивизион), не проиграв при этом ни одного матча. Несмотря на победу, вплоть до 1922 года команда всё равно выступала в этой Лиге, однако из-за раскола в футболе Уругвая на следующий сезон тогда вице-чемпион дивизиона Интермедия был сразу включён в число участников Первого дивизиона под эгидой Ассоциации футбола Уругвая.
Всего в любительских чемпионатах Уругвая Феникс участвовал два сезона в элите. В профессиональную эпоху клуб в общей сложности провёл 27 сезонов в Примере, причём дебютным стал сезон 1957 года.
В 2000 году «Феникс» добился права на возвращение в элитный дивизион. Лучшим для команды стал сезон 2002 года, по итогам которого «Феникс» занял третье место в Клаусуре и четвёртое — чемпионате Уругвая. Кроме того, «альбивиолетос» сумели впервые в своей истории выиграть Лигилью, благодаря чему получили право на участие в Кубке Либертадорес 2003, где заняли третье место в свой группе с 6-ю очками, уступив «Коринтиансу» и «Крус Асулю» и опередив по дополнительным показателям «Стронгест». Лучшим бомбардиром чемпионата с 25-ю мячами стал Херман Орнос, признанный по итогам голосования болельщиков также лучшим футболистом чемпиона. В 2003 году «Феникс» занял 4-е место в чемпионате и повторил свой успех в Лигилье. В Кубке Либертадорес 2004 команда с 5-ю очками заняла последнее место в своей группе (в которой первенствовал будущий победитель турнира «Онсе Кальдас»).

## Достижения
- Высшее достижение в Примере Уругвая — третье место (3): 1962, 1978, 1979
- Победитель Лигильи (2): 2002, 2003
- Чемпион Второго дивизиона Уругвая (7): 1956, 1959, 1973, 1977, 1985, 2006/07, 2008/09 (рекорд)
- Чемпион Второго любительского дивизиона (третий по уровню дивизион) (1): 1991
- Чемпион дивизиона Интермедиа (третий по уровню дивизион) (2): 1942, 1949
- Чемпион дивизиона Экстра (третий по уровню дивизион) (1): 1918